# Stipe Pletikosa
Stipe Pletikosa, född 8 januari 1979 i Split, SFR Jugoslavien (nuvarande Kroatien), är en kroatisk fotbollsspelare som spelar för Deportivo La Coruña. Han spelar också för Kroatiens landslag där han 6 februari 2013 kunde fira sin 100:e landskamp med en 4-0-seger över Sydkorea.

## Karriär

### Hajduk Split
Pletikosa började sin karriär som 7-åring i Hajduk Split där han år 1996 började spela med klubbens A-lag och 1998 blev dess förstemålvakt. Det tog inte lång tid innan han blev en av fansens (Torcida) mest populära spelare och tack vare sina fina reflexer och utmärkta koordination gavs han smeknamnet "bläckfisken". År 2002 nominerades han till priset som "Kroatiens bästa spelare" som blott den tredje målvakten sedan 1972.

### Sjachtar Donetsk
2003 lämnade Pletikosa tillsammans med sin lagkamrat Darijo Srna Hajduk Split för spel i Sjachtar Donetsk. Efter att ha presterat på för låg nivå lånades han under en period ut till gamla klubben Hajduk. Väl tillbaka i Sjachtar gick det dock fortfarande inte så bra som klubben förväntade sig och han ansågs mer som reservmålvakt.
Lånebud från andra klubbar runtom i Europa nekades av Pletikosa själv då han bara ville bli köpt. Då utlösningsklausulen låg på 3 miljoner Euro backade dock klubbarna ur och kroaten blev kvar i Ukraina. Kroatiska Dinamo Zagreb sade sig dock vara intresserade av ett köp men detta vägrade Pletikosa själv då rivaliteten till hans moderklubb Hajduk sedan lång tid tillbaka var för stor.

### Spartak Moskva
Till sist, år 2007, blev det ändå ett klubbyte för målvakten då Spartak Moskva lade upp 3,6 miljoner euro och erbjöd ett kontrakt sträckande fram till 2012.
I Spartak Moskva var Pletikosa under större delen av tiden ansedd som förstemålvakt och efter sin sista säsong blev han utsedd till "Ligans bästa målvakt", "Bästa utländska spelare" samt "Ligans 4:e mest värdefulla spelare".

### Tottenham Hotspur
I augusti 2010 lånades den kroatiske landslagsmålvakten ut till Tottenham Hotspur i Premier League där han kom att tillbringa 1 år. Perioden i England blev dock inte lyckad, delvis beroende på en knäskada som satt honom ur spel för en lång tid. Speltid i A-laget fick han endast i en match, mot Arsenal i Ligacupen den 21 september 2010 där man förlorade med 4-1.

### FC Rostov
I augusti 2011 skrev Pletikosa istället ett två år långt kontrakt med det ryska mittenlaget FC Rostov med en lön på 600 000 dollar per säsong. I Rostov har kroaten fått ett stort förtroende av tränaren Miodrag Božović och spelat större delen av tiden.